# ستار باركر
ستار باركر (بالإنجليزية: Star Parker)‏ هي كاتِبة وصحفية أمريكية، ولدت في 22 نوفمبر 1956 في موسيس ليك في الولايات المتحدة.

## وصلات خارجية
- الموقع الرسمي
- ستار باركر على موقع IMDb (الإنجليزية)
- ستار باركر على موقع قاعدة بيانات الفيلم (الإنجليزية)